# Stagnicola exilis
Stagnicola exilis е вид охлюв от семейство Lymnaeidae. Видът не е застрашен от изчезване.

## Разпространение
Разпространен е в Канада (Албърта, Квебек, Манитоба, Онтарио и Саскачеван) и САЩ (Айова, Илинойс, Индиана, Канзас, Минесота, Мичиган, Охайо и Уисконсин).